# Shiroi Hada ni Kuruu Ai to Kanashimi no Rondo
Shiroi Hada ni Kuruu Ai to Kanashimi no Rondo (jap. 白い肌に狂う愛と哀しみの輪舞) - dziesiąty singel Malice Mizer wydany 26 lipca 2000. Jest to pierwszy singel z udziałem nowego wokalisty - Klahy, niebędącego wtedy jeszcze oficjalnym członkiem zespołu. 

## Lista utworów
1. Shiroi Hada ni Kuruu Ai to Kanashimi no Rondo (白い肌に狂う愛と哀しみの輪舞)
2. Shiroi Hada ni Kuruu Ai to Kanashimi no Rondo (Instrumental)